# Park stanowy Denali

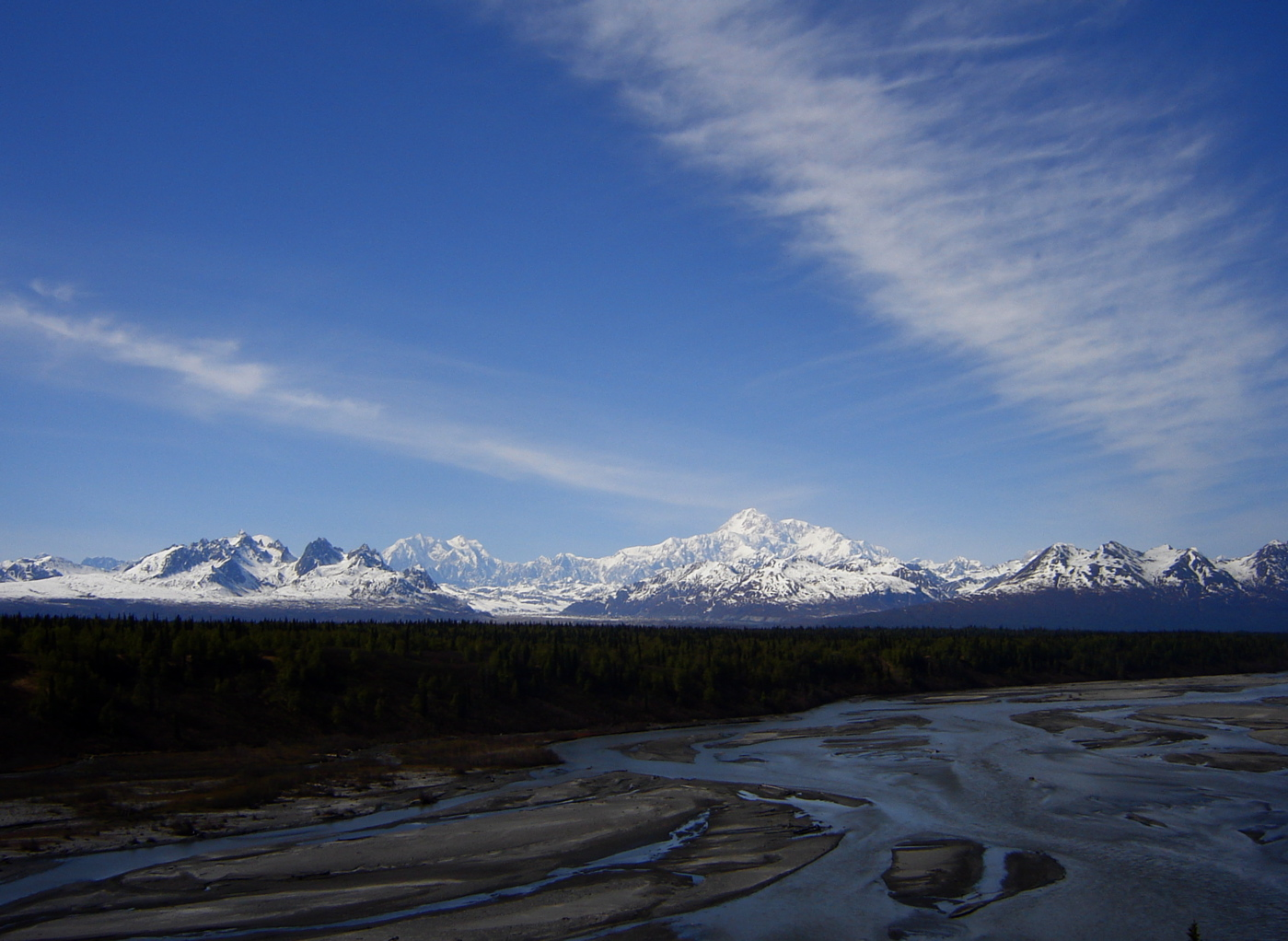
Łańcuch górski Alaska

Park stanowy Denali (ang. Denali State Park) – jeden z największych amerykańskich parków stanowych, leżący na Alasce. Ze swą powierzchnią 325 240 akrów (1 316 km²) sięga niemal połowy najmniejszego stanu Rhode Island. Został założony przez Alaska Parks Authority w roku 1970 i powiększony do obecnego stanu w roku 1976. Jego zachodnia granica przylega do jeszcze większego, Parku Narodowego Denali (wcześniej Parku Narodowego Mt.McKinley). "Denali", w języku Indian Tanana znaczy wysoki i tak nazywali oni najwyższy szczyt Ameryki Północnej.
Park położony jest około 160 km na północ od Anchorage i jest rozlokowany po obu stronach George Parks Highway – głównej autostrady łączącej Anchorage z Fairbanks. Usytuowany pomiędzy górami Talkeetna na wschodzie i Alaska na zachodzie zawiera w sobie pasma górskie porośnięte alpejską tundrą, jak i kręte potoki w dolinach. Nad tym zróżnicowanym terenem dominują pasma górskie Curry i Kesugi – około 50-kilometrowy łańcuch ciągnący się z północy na południe poprzez środek wschodniej części parku.
Szczyt Mt. McKinley (6 194 m n.p.m.) dominuje nad całą okolicą, a z punktu widokowego u południowego wejścia do parku wygląda imponująco, toteż tu właśnie na przełomie XIX i XX wieku, kiedy podróż koleją z Anchorage do Fairbanks trwała dwa dni, zbudowano stację postojową dla podróżnych. Jadący tędy po raz pierwszy zatrzymywali się z reguły w Curry jeszcze przez jeden dzień, by podziwiać widoki gór i spływających spod ich szczytów lodowców. Trzy lodowce – Ruth, Buskin i Eldridge – mają od 23 do 60 kilometrów długości i do 6 kilometrów szerokości. U ich czoła powstają liczne potoki, które zasilają płynącą głębokim kanionem rzekę Chulitna, dopływ rzeki Tokositna.
Miejsca przy autostradzie, z których roztacza się najlepszy widok na pasmo gór Alaska, są wyraźnie oznakowane, ale zdecydowanie (co podkreślają przewodniki) najlepszy widok rozciąga się ze szczytów pasna Peter's Hills na zachodnim krańcu parku. Inny niezapomniany widok daje punkt widokowy Curry Lookout – niewielki, ośmiokątny budynek z kamienia wzniesiony na jednej z przełęczy w paśmie o tej samej nazwie.

## Przyroda
W tak zróżnicowanym terenie żyją liczne gatunki zwierząt. Spotyka się tu łosie, niedźwiedzie grizzly, wilk szary i jeleń karibu, a także rysie, kojoty, rude lisy, zające śnieżne, wydry, polatuchy syberyjskie i rude wiewiórki. Bogato reprezentowana jest rodzina łasicowatych: gronostaje, kuny, norki i rosomaki. Spotyka się piżmowce syberyjskie i bobry.
Park zamieszkują, albo zatrzymują się podczas migracji, liczne (ponad 130) gatunki ptaków. Stałymi mieszkańcami są kruk, sójka i pardwa (symbol stanu), ale ogromna większość to ptaki wędrowne. Absolutnym rekordzistą wśród długodystansowców jest mewa arktyczna, która pokonuje blisko 20 000 kilometrów gniazdując w Denali, by na zimę odlecieć do Antarktyki. Siewka szara przylatuje na Alaskę aż z Polinezji. Zjawiają się łabędź krzykliwy i rybołów.
W strumieniach żyją liczne odmiany ryb wędrownych (łosoś, troć, lipień arktyczny), ale rzeki są raczej ubogie w ryby, podobnie jak jeziora i stawy.
Z roślin najpopularniejszymi i najbardziej widocznymi są świerk biały i brzoza. Powyżej granicy lasów występują kosówki i mchy. Zagajniki brzozowe są miejscami tak gęste, że uniemożliwiają poruszanie się turystom schodzącym ze szlaku. Nad brzegami rzek rosną topole balsamiczne.

## Klimat
Klimat w parku, ograniczonym od północy, wschodu i zachodu łańcuchami górskimi i otwartym od strony relatywnie ciepłego Pacyfiku, można uznać za umiarkowany. Latem temperatury utrzymują się około 15 °C, ale czasami sięgają nawet 30°, przy czym dzień trwa tu nawet 21 godzin.
W zimie temperatury wahają się od -20 do 0 °C, ale mogą spadać nawet do -40°.
Rocznie spada tu 900 mm deszczu, a w zimie nawet 6 metrów śniegu. Śnieg zaczyna padać w październiku, a topnieć w maju, chociaż w wyższych partiach gór leży nawet do lipca.